# Gare de Kleinbettingen
La gare de Kleinbettingen (en luxembourgeois : Gare Klengbetten, en allemand : Bahnhof Kleinbettingen) est une gare ferroviaire luxembourgeoise de la ligne 5, de Luxembourg à Kleinbettingen et frontière, située au village de Kleinbettingen sur le territoire de la commune de Steinfort, dans le canton de Capellen.
Elle est mise en service en 1859 par la Compagnie des chemins de fer de l'Est, l'exploitant des lignes de la Société royale grand-ducale des chemins de fer Guillaume-Luxembourg. C'est une gare de la Société nationale des chemins de fer luxembourgeois (CFL), desservie par des trains Regionalbunn (RB).

## Situation ferroviaire
Établie à 316 mètres d'altitude, la gare de Kleinbettingen est située au point kilométrique (PK) 17,830 de la ligne 5 de Luxembourg à Kleinbettingen et la frontière, entre les gares de Capellen et d'Arlon située en Belgique sur la ligne 162, de Namur à Sterpenich et frontière.

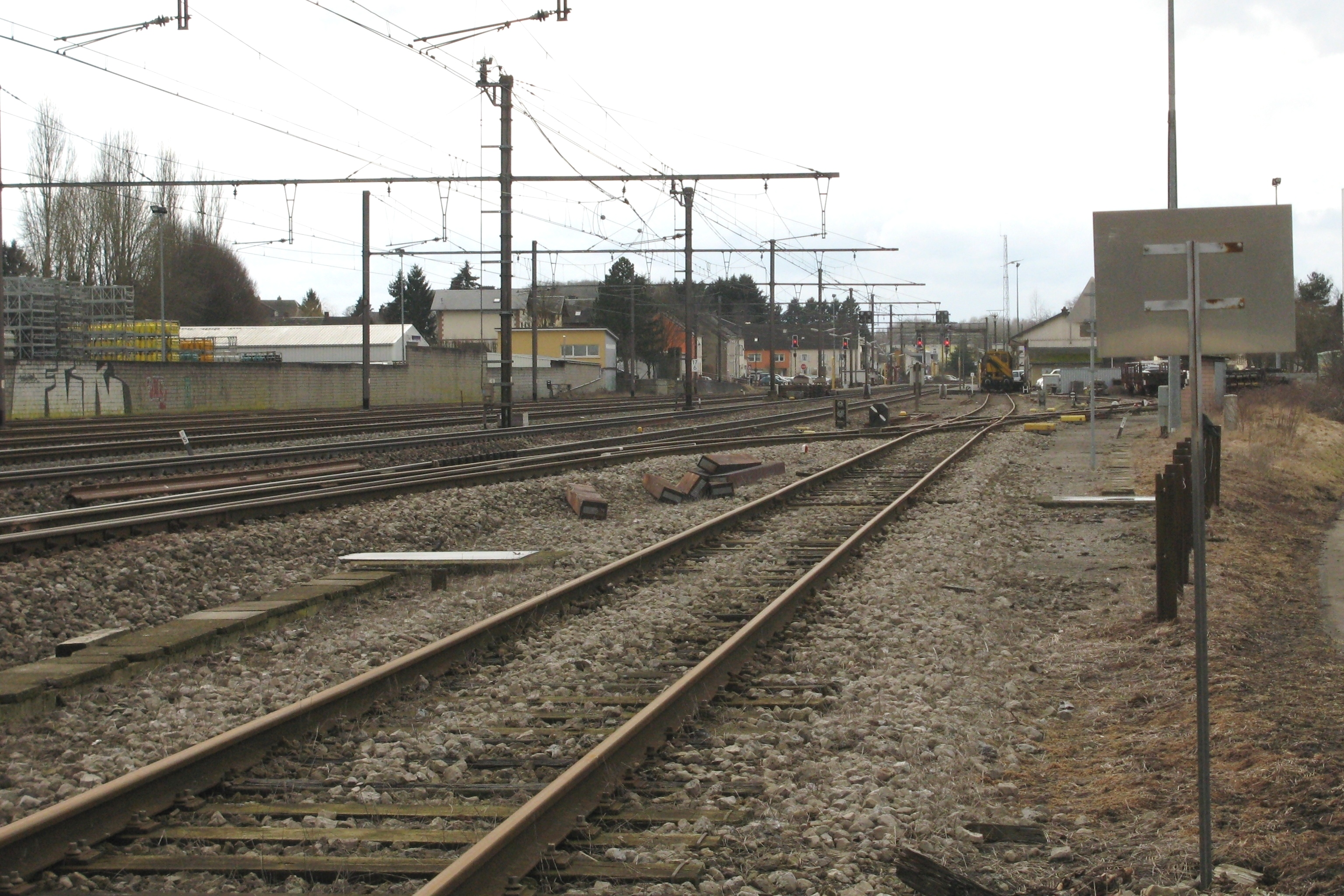
Intérieur de la gare.

## Histoire
La station de Bettingen est mise en service par la Compagnie des chemins de fer de l'Est, l'exploitant des lignes de la Société royale grand-ducale des chemins de fer Guillaume-Luxembourg, lors de l'ouverture à l'exploitation la ligne de Luxembourg à Kleinbettingen et à la frontière belge le 15 septembre 1859.
Le village change de nom de Bettingen à Kleinbettingen en 1897, la gare a du a priori changer de nom en même temps.
Elle sert entre autres au transit des grains et de la farine de deux moulins établis à côté : dès 1859 pour l'ancien moulin seigneurial et dès 1895 pour le moulin industriel nouvellement construit.

## Service des voyageurs

### Accueil
Gare CFL, elle dispose d'un bâtiment voyageurs avec une salle d'attente. La gare est équipée d'un automate pour l'achat de titres de transport. Un souterrain permet la traversée des voies et le passage d'un quai à l'autre.

### Dessertes
Kleinbettingen est desservie par des trains Regional-Express (RE) et Regionalbunn (RB) de la ligne Luxembourg - Kleinbettingen - Arlon,.

### Intermodalité
Un parc pour les vélos (6 places) et un parc de stationnement pour les véhicules (190 places) y sont aménagés. La gare possède un parc à vélos sécurisé mBox mobile de 16 places,,. La gare est desservie par les lignes 741, 742, 831, 832 et 833 du Régime général des transports routiers.